# Primera División de Hong Kong
La HKFA First Division o Primera división de Hong Kong (en chino:|香|港|甲|組|聯|賽) es la segunda categoría del fútbol de Hong Kong, de carácter semiprofesional. Hasta la temporada 2013-14 fue la máxima categoría hasta la creación de la Liga Premier de Hong Kong. Fue establecida en 1908, siendo la más antigua de Asia, y es organizada por la Asociación de Fútbol de Hong Kong.

## Equipos 2016-17
| Club                     | Posición en 2015-16    | Miembro desde temporada | Temporadas consecutivas |
| ------------------------ | ---------------------- | ----------------------- | ----------------------- |
| Metro Gallery FC         | quinto en Liga Premier | 2016-17                 | 1                       |
| Wong Tai Sin             | 9.º en Liga Premier    | 2016-17                 | 1                       |
| Sun Hei                  | 3.º                    | 2014-15                 | 3                       |
| Easyknit Property        | 4.º                    | 2015-16                 | 2                       |
| Yau Tsim Mong            | 5.º                    | 2014-15                 | 3                       |
| Citizen                  | 6.º                    | 2014-15                 | 3                       |
| Double Flower FA         | 11er                   | 2002–03                 | 14                      |
| Kwai Tsing District FA   | 7.º                    | 2013–14                 | 3                       |
| Kwun Tong FA             | 10th                   | 2013–14                 | 3                       |
| Lucky Mile               | 6.º                    | 2013–14                 | 3                       |
| Metro Gallery Sun Source | 1st1                   | 2014–15                 | 2                       |
| Shatin SA                | 9.º                    | 2010–11                 | 6                       |
| Tai Chung FC             | 13.º                   | 2011–12                 | 5                       |
| Wanchai SF               | 12th                   | 2011–12                 | 5                       |

Segunda División
Remarks:

1Debido a problemas económicos, el Metro Gallery Sun Source rechazó la promoción a la Liga Premier.

## Palmarés
- Lista de campeones de la Primera División de Hong Kong.[1]

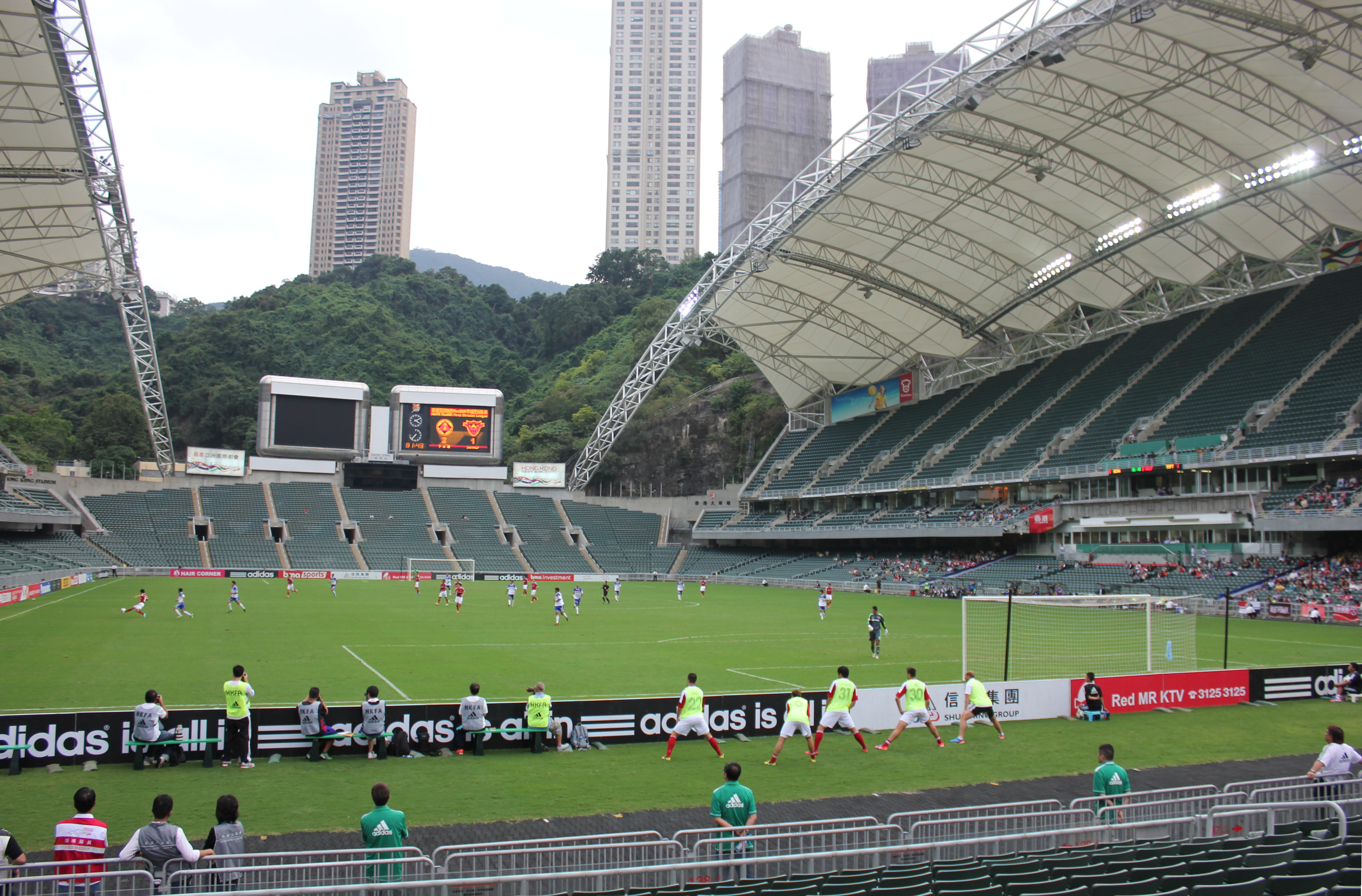
Estadio Hong Kong.

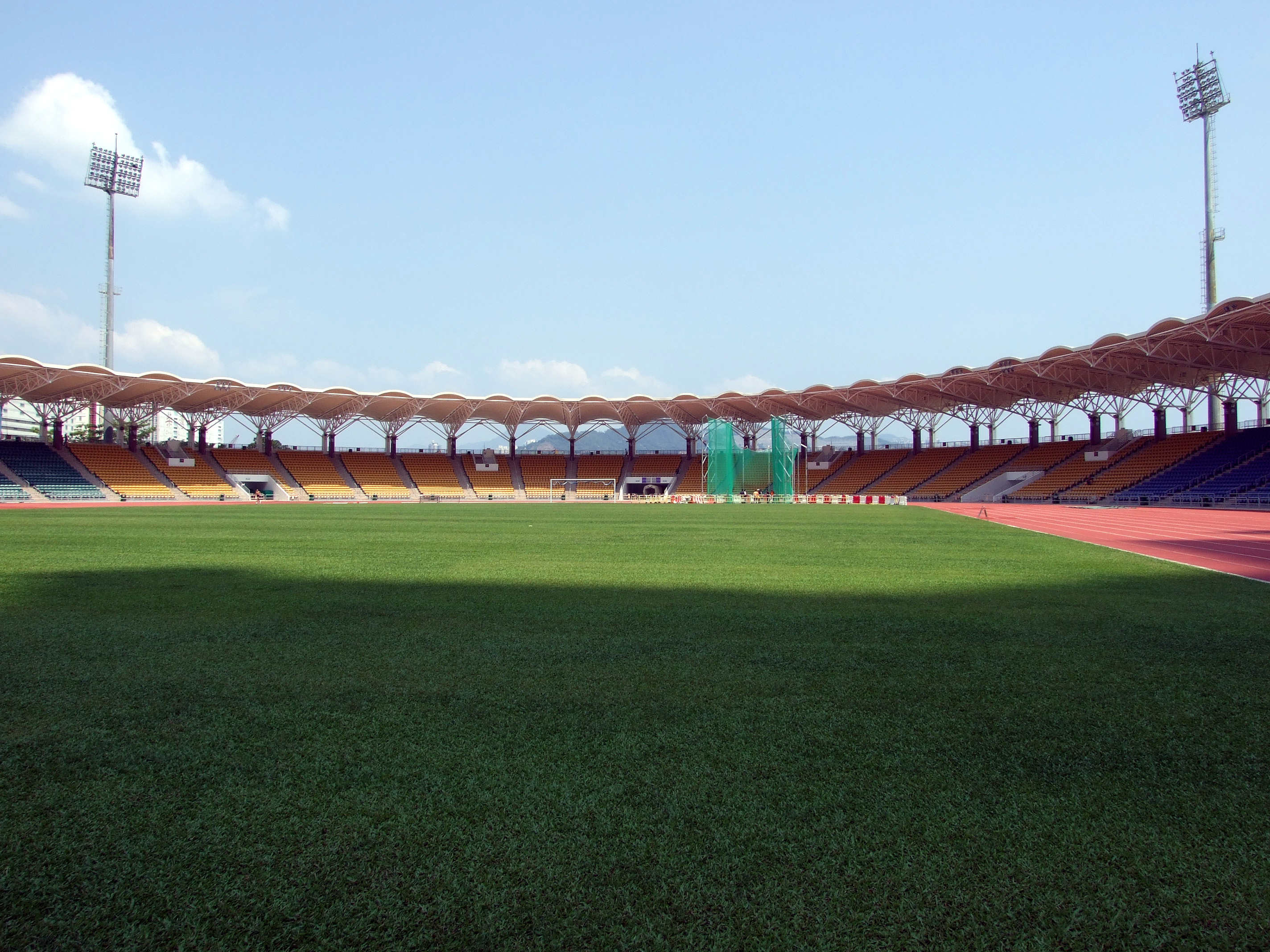
C.D. Siu Sai Wan.

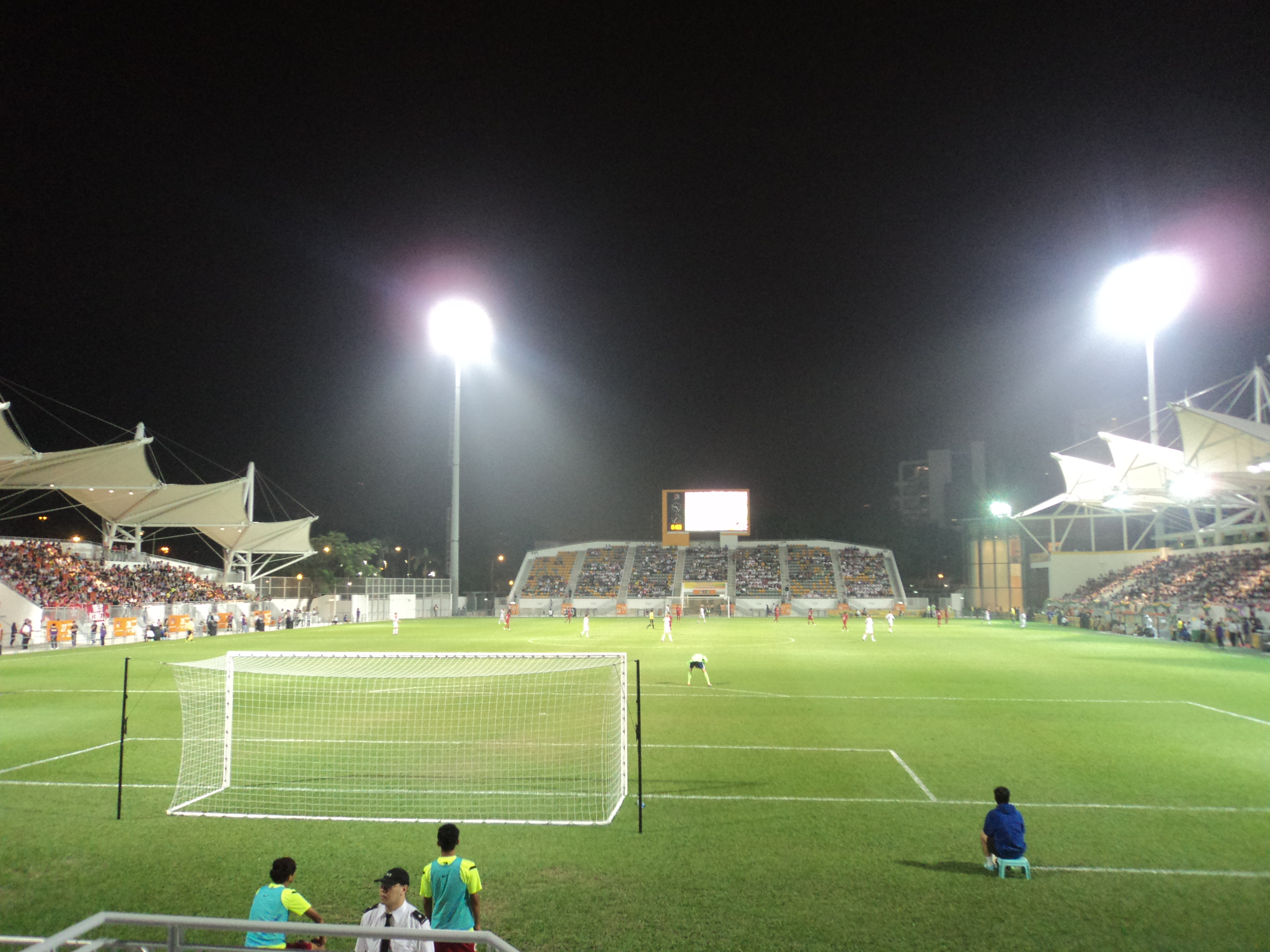
Mong Kok.

| Temporada | Campeón                                          | Subcampeón                                       | Máximo Goleador                                                              | Goles                                            |
| --------- | ------------------------------------------------ | ------------------------------------------------ | ---------------------------------------------------------------------------- | ------------------------------------------------ |
| 1908-09   | Buffs (1)                                        | R.G.A.                                           | Bandera de ?                                                                 |                                                  |
| 1909-10   | R.G.A. (1)                                       | Buffs                                            | Bandera de ?                                                                 |                                                  |
| 1910-11   | Buffs (2)                                        |                                                  | Bandera de ?                                                                 |                                                  |
| 1911-12   | King's Own Rifiles (1)                           |                                                  | Bandera de ?                                                                 |                                                  |
| 1912-13   | R.G.A. (2)                                       |                                                  | Bandera de ?                                                                 |                                                  |
| 1913-14   | D.C.L.I. (1)                                     | Royal Engineers                                  | Bandera de ?                                                                 |                                                  |
| 1914-15   | R.G.A. (3)                                       |                                                  | Bandera de ?                                                                 |                                                  |
| 1915-16   | R.G.A. (4)                                       |                                                  | Bandera de ?                                                                 |                                                  |
| 1916-17   | Royal Engineers (1)                              |                                                  | Bandera de ?                                                                 |                                                  |
| 1917-18   | R.G.A. (5)                                       |                                                  | Bandera de ?                                                                 |                                                  |
| 1918-19   | Royal Navy (1)                                   | Hong Kong FC                                     | Bandera de ?                                                                 |                                                  |
| 1919-20   | Hong Kong FC (1)                                 |                                                  | Bandera de ?                                                                 |                                                  |
| 1920-21   | Wiltshire Regiment (1)                           | R.G.A.                                           | Bandera de ?                                                                 |                                                  |
| 1921-22   | HMS Curiew (1)                                   | Hong Kong FC                                     | Bandera de ?                                                                 |                                                  |
| 1922-23   | King's Own Rifiles (2)                           | HMS Ambrose                                      | Bandera de ?                                                                 |                                                  |
| 1923-24   | South China (1)                                  | East Surrey Regiment                             | Bandera de ?                                                                 |                                                  |
| 1924-25   | East Surrey Regiment (1)                         | South China                                      | Bandera de ?                                                                 |                                                  |
| 1925-26   | Kowloon FC (1)                                   | East Surrey Regiment                             | Bandera de ?                                                                 |                                                  |
| 1926-27   | Recreio (1)                                      | Chinese AA                                       | Bandera de ?                                                                 |                                                  |
| 1927-28   | Chinese AA (1)                                   | K.O.S.B.                                         | Bandera de ?                                                                 |                                                  |
| 1928-29   | Chinese AA (2)                                   | Somerset Regt.                                   | Bandera de ?                                                                 |                                                  |
| 1929-30   | Chinese AA (3)                                   | Royal Navy                                       | Bandera de ?                                                                 |                                                  |
| 1930-31   | South China (2)                                  | Kowloon FC                                       | Bandera de ?                                                                 |                                                  |
| 1931-32   | South Welsh Borderers (1)                        |                                                  | Bandera de ?                                                                 |                                                  |
| 1932-33   | South China (3)                                  | South Welsh Borderers                            | Bandera de ?                                                                 |                                                  |
| 1933-34   | South Welsh Borderers (2)                        | St. Joseph's                                     | Bandera de ?                                                                 |                                                  |
| 1934-35   | South China (4)                                  | Police                                           | Bandera de ?                                                                 |                                                  |
| 1935-36   | South China (5)                                  | Chinese AA                                       | Bandera de ?                                                                 |                                                  |
| 1936-37   | Ulster Guards (1)                                | South China A                                    | Bandera de ?                                                                 |                                                  |
| 1937-38   | South China B (1)                                | Middlesex Regiment                               | Bandera de ?                                                                 |                                                  |
| 1938-39   | South China (6)                                  | Eastern                                          | Bandera de ?                                                                 |                                                  |
| 1939-40   | South China A (7)                                | Eastern                                          | Bandera de ?                                                                 |                                                  |
| 1940-41   | South China A (8)                                | Eastern                                          | Bandera de ?                                                                 |                                                  |
| 1941-42   | No finalizó a causa de la Segunda Guerra Mundial | No finalizó a causa de la Segunda Guerra Mundial | No finalizó a causa de la Segunda Guerra Mundial                             | No finalizó a causa de la Segunda Guerra Mundial |
| 1942-43   | Cancelada por la Segunda Guerra Mundial          | Cancelada por la Segunda Guerra Mundial          | Cancelada por la Segunda Guerra Mundial                                      | Cancelada por la Segunda Guerra Mundial          |
| 1943-44   | Cancelada por la Segunda Guerra Mundial          | Cancelada por la Segunda Guerra Mundial          | Cancelada por la Segunda Guerra Mundial                                      | Cancelada por la Segunda Guerra Mundial          |
| 1944-45   | Cancelada por la Segunda Guerra Mundial          | Cancelada por la Segunda Guerra Mundial          | Cancelada por la Segunda Guerra Mundial                                      | Cancelada por la Segunda Guerra Mundial          |
| 1945-46   | Royal Air Force (1)                              | 44 Commando                                      | Lai Shiu Wing (Eastern)                                                      | 13                                               |
| 1946-47   | Sing Tao (1)                                     | South China                                      | Lai Shiu Wing (Sing Tao)                                                     | 34                                               |
| 1947-48   | Kitchee (1)                                      | Sing Tao                                         | Kwok Ying Kee (Kitchee)                                                      | 38                                               |
| 1948-49   | South China A (9)                                | K.M.B.                                           | Tang Yee Kit (K.M.B.)                                                        | 26                                               |
| 1949-50   | Kitchee (2)                                      | K.M.B.                                           | Yiu Cheuk Yin (Kithcee)                                                      | 25                                               |
| 1950-51   | South China (11)                                 | K.M.B.                                           | Au Chi Yin (Police)                                                          | 20                                               |
| 1951-52   | South China (12)                                 | Army Force                                       | 陳家壽 (South China)                                                         | 25                                               |
| 1952-53   | South China (13)                                 | Kitchee                                          | Lee Yuk Tak (South China)                                                    | 36                                               |
| 1953-54   | K.M.B. (1)                                       | South China                                      | Tang Yee Kit (K.M.B.)                                                        | 26                                               |
| 1954-55   | South China (14)                                 | Kitchee                                          | Lee Yuk Tak (South China)                                                    | 32                                               |
| 1955-56   | Eastern (1)                                      | South China                                      | Ho Cheung Yau (South China)                                                  | 38                                               |
| 1956-57   | South China (15)                                 | Kitchee                                          | Lee Yuk Tak (South China)                                                    | 33                                               |
| 1957-58   | South China (16)                                 | K.M.B.                                           | Ho Cheung Yau (South China)                                                  | 40                                               |
| 1958-59   | South China (17)                                 | K.M.B.                                           | 麥永雄 (Police)                                                              | 27                                               |
| 1959-60   | South China (18)                                 | Happy Valley                                     | Lau Chi Lam (Kitchee)                                                        | 25                                               |
| 1960-61   | South China (19)                                 | Happy Valley Tung Wah                            | 郭滿華 (Happy Valley)                                                        | 27                                               |
| 1961-62   | South China (20)                                 | Happy Valley                                     | Lau Chi Lam (Happy Valley)                                                   | 32                                               |
| 1962-63   | Yuen Long (1)                                    | Tung Wah                                         | 郭滿華 (Happy Valley)                                                        | 26                                               |
| 1963-64   | Kitchee (3)                                      | Happy Valley                                     | Cheung Chi Doy (Kitchee)                                                     | 42                                               |
| 1964-65   | Happy Valley (1)                                 | South China                                      | 袁權滔 (Tung Wah) 郭滿華 (Happy Valley)                                      | 19                                               |
| 1965-66   | South China (21)                                 | Happy Valley                                     | 郭滿華 (Happy Valley)                                                        | 21                                               |
| 1966-67   | K.M.B. (2)                                       | South China                                      | 袁權滔 (Tung Sing)                                                           | 21                                               |
| 1967-68   | South China (22)                                 | Sing Tao                                         | 郭滿華 (Eastern)                                                             | 33                                               |
| 1968-69   | South China (23)                                 | Sing Tao                                         | 陳朝基 (South China)                                                         | 17                                               |
| 1969-70   | Jardines (1)                                     | Sing Tao                                         | Cheung Chi Doy (Jardines) 郭滿華 (Eastern)                                   | 18                                               |
| 1970-71   | Rangers (1)                                      | Jardines                                         | Derek Currie (Rangers)                                                       | 24                                               |
| 1971-72   | South China (24)                                 | Caroline Hill                                    | 袁權滔 (Eastern)                                                             | 26                                               |
| 1972-73   | Seiko (1)                                        | South China                                      | Wu Kwok Hung (Seiko) Cheung Chi Wai (Fire Services)                          | 25                                               |
| 1973-74   | South China (25)                                 | Seiko                                            | Chung Chor Hung (Happy Valley)                                               | 22                                               |
| 1974-75   | Seiko (2)                                        | Happy Valley AA                                  | Etti (Seiko)                                                                 | 21                                               |
| 1975-76   | South China (26)                                 | Seiko SA                                         | Chung Chor Hung (Happy Valley)                                               | 16                                               |
| 1976-77   | South China (27)                                 | Seiko SA                                         | Fung Chi Ming (South China)                                                  | 15                                               |
| 1977-78   | South China (28)                                 | Happy Valley AA                                  | Fung Chi Ming (South China)                                                  | 19                                               |
| 1978-79   | Seiko (3)                                        | Happy Valley AA                                  | Chung Chor Hung (Happy Valley)                                               | 22                                               |
| 1979-80   | Seiko (4)                                        | Happy Valley AA                                  | 張家平 (Tung Sing)                                                           | 18                                               |
| 1980-81   | Seiko (5)                                        | South China                                      | 張家平 (Tung Sing)                                                           | 14                                               |
| 1981-82   | Seiko (6)                                        | Happy Valley                                     | Cees Storm (Seiko)                                                           | 12                                               |
| 1982-83   | Seiko (7)                                        | Bulova                                           | Derek Parlane (Bulova) Clive Haywood (Bulova) 史賓斯 (Rangers) 拉南 (Ryoden) | 8                                                |
| 1983-84   | Seiko (8)                                        | Bulova                                           | Peter Bodak (Seiko)                                                          | 10                                               |
| 1984-85   | Seiko (9)                                        | South China                                      | John Paskin (South China)                                                    | 10                                               |
| 1985-86   | South China (29)                                 | Happy Valley                                     | 麥當奴 (Happy Valley) 波能泰 (Sea Bee)                                       | 11                                               |
| 1986-87   | South China (30)                                 | Eastern                                          | Tim Bredbury (South China)                                                   | 10                                               |
| 1987-88   | South China (31)                                 | Happy Valley                                     | Chan Fat Chi (South China)                                                   | 13                                               |
| 1988-89   | Happy Valley (2)                                 | South China                                      | Chan Fat Chi (South China)                                                   | 18                                               |
| 1989-90   | South China (32)                                 | Eastern                                          | Dale Tempest (South China)                                                   | 15                                               |
| 1990-91   | South China (33)                                 | Happy Valley                                     | Tim Bredbury (Lai Sun) Dale Tempest (South China)                            | 16                                               |
| 1991-92   | South China (34)                                 | Eastern                                          | Steve Neville (South China)                                                  | 21                                               |
| 1992-93   | Eastern (2)                                      | South China                                      | Dale Tempest (Eastern)                                                       | 15                                               |
| 1993-94   | Eastern (3)                                      | Instant-Dict                                     | Dale Tempest (Eastern)                                                       | 16                                               |
| 1994-95   | Eastern (4)                                      | South China                                      | Dale Tempest (Eastern)                                                       | 18                                               |
| 1995-96   | Instant-Dict (1)                                 | South China                                      | Paul Foster (Instant-Dict)                                                   | 19                                               |
| 1996-97   | South China (35)                                 | Instant–Dict                                     | Paul Foster (Instant-Dict)                                                   | 18                                               |
| 1997-98   | Instant-Dict (2)                                 | South China                                      | Paul Foster (Instant-Dict)                                                   | 16                                               |
| 1998-99   | Happy Valley (3)                                 | South China                                      | Tomy (Sai Kung Friends)                                                      | 16                                               |
| 1999-00   | South China (36)                                 | Sun Hei                                          | Leandro (Sai Kung)                                                           | 16                                               |
| 2000-01   | Happy Valley (4)                                 | Instant-Dict                                     | Paul Ritchie (Happy Valley)                                                  | 13                                               |
| 2001-02   | Sun Hei (1)                                      | Happy Valley                                     | Cornelius Udebuluzor (Buler Rangers) Keith Gumbs (Happy Valley)              | 12                                               |
| 2002-03   | Happy Valley (5)                                 | Sun Hei                                          | Keith Gumbs (Happy Valley)                                                   | 17                                               |
| 2003-04   | Sun Hei (2)                                      | Kitchee                                          | Julius Akosah (Sun Hei)                                                      | 12                                               |
| 2004-05   | Sun Hei (3)                                      | Happy Valley                                     | Clodoaldo de Oliveira (Happy Valley)                                         | 14                                               |
| 2005-06   | Happy Valley (6)                                 | Xiangxue Sun Hei                                 | Fábio Lopes Alcântara (Happy Valley) Clodoaldo de Oliveira (Happy Valley)    | 10                                               |
| 2006-07   | South China (37)                                 | Kitchee                                          | Tales Schutz (South China)                                                   | 17                                               |
| 2007-08   | South China (38)                                 | Citizen                                          | Detinho (South China)                                                        | 19                                               |
| 2008-09   | South China (39)                                 | Kitchee                                          | Detinho (South China) Giovane (Convoy Sun Hei)                               | 18                                               |
| 2009-10   | South China (40)                                 | Sun Pegasus                                      | Cahê (Sun Hei)                                                               | 14                                               |
| 2010-11   | Kitchee (4)                                      | South China                                      | Jordi Tarrés (Kitchee) Makhosonke Bhengu (Fourway Rangers)                   | 12                                               |
| 2011-12   | Kitchee (5)                                      | Sun Pegasus                                      | Sandro (Rangers)                                                             | 12                                               |
| 2012-13   | South China (41)                                 | Kitchee                                          | Jaimes McKee (Sun Pegasus)                                                   | 16                                               |
| 2013-14   | Kitchee (6)                                      | Sun Pegasus                                      | Admir Raščić (Sun Pegasus)                                                   | 18                                               |

### Hong Kong Premier League (2014 - )
| Temporada | Campeón     | Subcampeón | Máximo Goleador                                     | Goles |
| --------- | ----------- | ---------- | --------------------------------------------------- | ----- |
| 2014-15   | Kitchee (7) | Eastern    | Giovane (Eastern)                                   | 17    |
| 2015-16   | Eastern (5) | Kitchee    | Admir Adrović (Hong Kong Pegasus) Giovane (Eastern) | 10    |

## Títulos por club
| Club                         | Campeón | 2° | Años campeón |
| ---------------------------- | ------- | -- | --- |
| South China                  | 41      | -  | 1924, 1931, 1933, 1935, 1936, 1938, 1939, 1940, 1941, 1949, 1951, 1952, 1953, 1955, 1957, 1958, 1959, 1960, 1961, 1962, 1966, 1968, 1969, 1972, 1974, 1976, 1977, 1978, 1986, 1987, 1988, 1990, 1991, 1992, 1997, 2000, 2007, 2008, 2009, 2010, 2013 |
| Seiko                        | 9       | -  | 1973, 1975, 1979, 1980, 1981, 1982, 1983, 1984, 1985 |
| Kitchee                      | 9       | -  | 1948, 1950, 1964, 2011, 2012, 2014, 2015,2017,2018 |
| Happy Valley                 | 6       | -  | 1965, 1989, 1999, 2001, 2003, 2006 |
| R.G.A.                       | 5       | -  | 1910, 1913, 1915, 1916, 1918 |
| Eastern                      | 5       | -  | 1956, 1993, 1994, 1995, 2016 |
| Chinese AA                   | 3       | -  | 1928, 1929, 1930 |
| Sun Hei                      | 3       | -  | 2002, 2004, 2005 |
| Buffs                        | 2       | -  | 1909, 1911 |
| King's Own Rifiles           | 2       | -  | 1912, 1923 |
| South Welsh Borderers        | 2       | -  | 1932, 1934 |
| K.M.B.                       | 2       | -  | 1954, 1967 |
| Double Flower (Instant-Dict) | 2       | -  | 1996, 1998 |
| D.C.L.I.                     | 1       | -  | 1914 |
| Royal Engineers              | 1       | -  | 1917 |
| Royal Navy                   | 1       | -  | 1919 |
| HKFC                         | 1       | -  | 1920 |
| Wiltshire Regiment           | 1       | –  | 1921 |
| HMS Curiew                   | 1       | –  | 1922 |
| East Surrey Regt.            | 1       | –  | 1925 |
| Kowloon FC                   | 1       | -  | 1926 |
| Recreio                      | 1       | –  | 1927 |
| Ulster Guards                | 1       | -  | 1937 |
| Royal Air Force              | 1       | -  | 1946 |
| Sing Tao                     | 1       | -  | 1947 |
| Yuen Long                    | 1       | –  | 1963 |
| Jardines                     | 1       | –  | 1970 |
| Rangers                      | 1       | –  | 1971 |